# Johannes Vall
Johannes Vall (sinh ngày 19 tháng 10 năm 1992) là một cầu thủ bóng đá người Thụy Điển thi đấu cho IFK Norrköping ở vị trí tiền vệ.